# Smosh
Smosh ist ein Comedy-Kollektiv und unabhängiges Videoproduktionsunternehmen, das Videos auf YouTube veröffentlicht. Gründer und heutige Mehrheitsinhaber des Unternehmens sind Ian Hecox (* 30. November 1987) und Anthony Padilla (* 16. September 1987), die das Projekt im Herbst 2005 als Comedy-Duo auf YouTube starteten.
Zwischenzeitlich hatte Padilla im Jahr 2017 das Projekt aufgrund verschiedener Gründe verlassen. Nachdem Smosh von Juli 2011 bis November 2018 eine Tochtergesellschaft des Medienunternehmens Defy Media gewesen war und anschließend von Mythical Entertainment, dem Produktionsunternehmen von Rhett und Link, erworben wurde, kehrte Padilla im Juni 2023 zum Sender zurück und kaufte zusammen mit Hecox die meisten Anteile Smoshs zurück, um es wieder als unabhängiges Unternehmen zu etablieren. Mythical Entertainment behielt lediglich einen Minderheitsanteil an der Marke.
Der Hauptkanal von Smosh hat derzeit über 26 Millionen Abonnenten.  Über drei verschiedene Zeitspannen hinweg war er sogar der meistabonnierte Kanal auf YouTube: von Mai bis Juni 2006, von April 2007 bis September 2008 und von Januar bis August 2013. Am 25. Mai 2013 erreichte der Hauptkanal zudem als erster YouTube-Kanal 10 Millionen Abonnenten.

## Kanäle
Es existieren sieben Kanäle von Smosh auf YouTube, von denen fünf derzeit aktiv sind.
Auf dem Hauptkanal Smosh, auf dem Hecox und die anderen Smosh-Mitglieder Videos posten, wird etwa zweimal die Woche ein neues Video hochgeladen. Die Inhalte der Videos beinhalten über die Jahre hinweg entweder Sketche oder nicht gescriptete Videos. Letztere sind in der Regel Teil einer wiederkehrenden Serie an Videos, wie beispielsweise Let's Do This! oder The Funeral Roast. Bei der Rückkehr von Padilla wurde bekanntgegeben, dass der Hauptkanal von Smosh wieder stärker auf Sketche ausgerichtet werden soll.
Auf dem Kanal Smosh Pit (früher: IanH oder Smosh 2nd Channel), welcher anfangs ausschließlich für Vlogs und andere nicht gescriptete Videos genutzt wurde, werden Nebenserien wie Eat It Or Yeet It und Try Not To Laugh Challenges hochgeladen. Auf El Smosh werden alte und neue Episoden der Kanäle Smosh und Smosh Pit hochgeladen, welche ins Spanische übersetzt wurden. Seit September 2012 betreibt Smosh den Kanal SmoshGames. Bis zur Schließung der Muttergesellschaft Defy Media im Jahre 2018 spielten und testeten die Smosh-Mitglieder auf diesem Kanal verschiedene Videospiele. Seit 2019 hat sich der Fokus des Kanals von Videospielen zu Gesellschaftsspielen, Rollenspielen sowie Quiz- und weiteren Spiele-Formaten verschoben, die in unterschiedlichen Konstellationen von den Smosh-Mitgliedern gespielt werden. Mit dem Kanal SmoshCast betreibt das Smosh-Team einen Podcast, der zunächst von Februar 2019 bis Mai 2021 aktiv war und auf dem erneut seit Juni 2023 neue Folgen hochgeladen werden.
Auf dem Kanal AskCharlie, aktiv von Mai 2010 bis Dezember 2011, wurden Videos der Ask-Charlie-Serie hochgeladen, in welcher ein anthropomorphes Meerschweinchen namens „Charlie the Drunk Guinea Pig“ auf von Zuschauern gepostete Fragen antwortete. Zwischen April 2012 und Juni 2017 wurde der Kanal ShutUpCartoons aktiv betrieben, auf dem 30 verschiedene Zeichentrickserien hochgeladen wurden, die in der Regel jeweils 10 Folgen beinhalteten.

## Geschichte
Smosh begann als eine Webseite, die Padilla im Jahre 2002 erstellt hatte. Diese sollte als Forum für ihn, seinen Freund Ian Hecox und ein paar ihrer gemeinsamen Freunde dienen, um sich nach dem Schulunterricht online austauschen zu können.
Padilla fing Anfang 2003 an, Flash-Filme auf Newgrounds hochzuladen. Später wurde er von Ian unterstützt. Bald darauf, im Herbst 2005, begannen sie, Videos auf YouTube hochzuladen.

### 2005–2009
Am Anfang drehten Ian Hecox und Anthony Padilla Videos, in denen sie lippensynchron zu Titelmelodien von Serien wie Mortal Kombat, Power Rangers und Teenage Mutant Ninja Turtles im Playback nachsangen. Anfangs waren diese Videos nicht dazu gedacht, online gepostet zu werden, aber nachdem sie sie ihren Freunden geschickt hatten, begannen sie mit einem YouTube-Kanal.
Eines von Smoshs ersten Videos, Pokémon Theme Music Video, wurde November 2005 veröffentlicht. Es folgte dem Stil der früheren Videos und zeigte das Duo, wie es lippensynchron zur englischen Original-Titelmelodie von Pokémon Gesang imitierte. Das Video wurde wesentlich bekannter als alle anderen ihrer Videos; bis zum Zeitpunkt seiner Sperrung bekam das Video 24,7 Millionen Aufrufe und war damit das zu seiner Zeit meistgesehene Video auf ganz YouTube. Es behielt diesen Titel für sechs Monate, wurde allerdings von YouTube entfernt, nachdem die Website eine Nachricht von Shogakukan Productions Co., Ltd. bekommen hatte, welche in dem Video eine Verletzung des Urheberrechts sah.
Der Erfolg des Pokémon-Videos brachte Smosh dazu, in der Person-of-the-Year:-You-Ausgabe des Time Magazine, welche am 13. Dezember 2006 veröffentlicht wurde, vorgestellt zu werden. Des Weiteren inspirierte es sie dazu, ihren Stil zu erweitern und anzufangen, Videos verschiedener Genres, wie zum Beispiel Mini-Sketche, zu produzieren. Im März 2007 lud ein Benutzer namens Andii2000 das originale Pokémon-Video erneut hoch. Das Video hatte im Oktober 2012 über 15,8 Millionen Aufrufe.

### 2010–2017

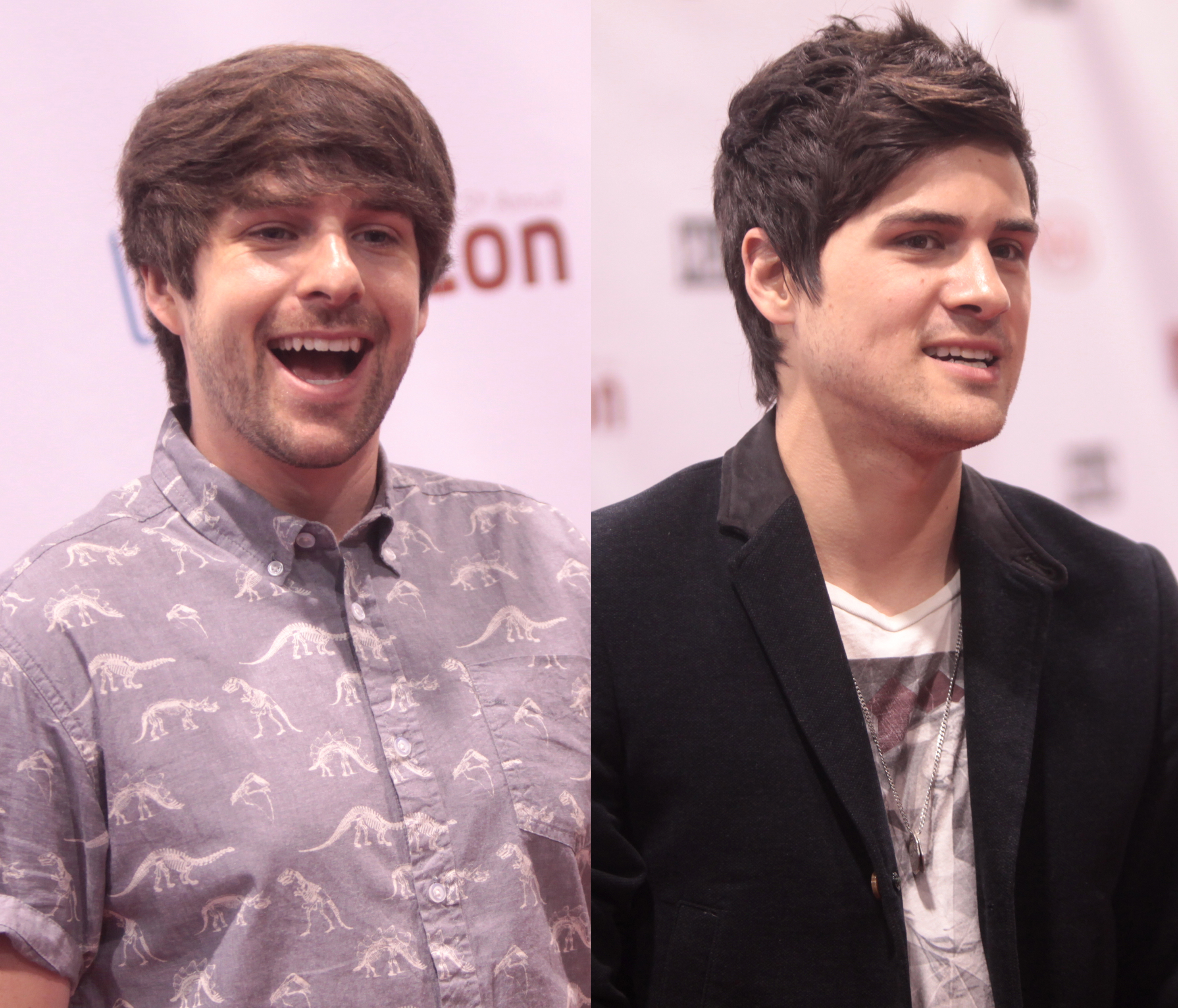
Ian Hecox und Anthony Padilla (2014)

Im Januar 2010 startete Smosh die Smosh Pit function, einen Blog, welcher aus verschiedenen Teilen der Popkultur besteht. Zusätzlich wurden einige auf Smosh basierende Webserien ins Leben gerufen: Ian is bored, Mail Time with Smosh und Ask Charlie.
Ebenfalls Anfang 2010 veröffentlichte Smosh die mobile App iShut Up App für Android als Teil eines Sponsorenvertrags mit Google und schließlich auch im App Store von Apple.
Im Jahre 2011 wurde Smosh zum Tochtergesellschaft des Medienunternehmens Alloy Digital, das zwei Jahre später in Defy Media umbenannt wurde.
Smosh startete am 26. September 2012 ihren Gaming-Channel SmoshGames. Am 15. Februar 2013 veröffentlichte Smosh ihre zweite iOS-App namens Super Head Esploder X und am 19. November 2014 folgte eine dritte App mit dem Titel Food Battle - The Game.
Am 24. Juli 2015 wurde Smosh: The movie von 20th Century Fox innerhalb der Vereinigten Staaten von Amerika veröffentlicht. Außerhalb der Vereinigten Staaten erfolgte die Veröffentlichung durch Lionsgate zwei Tage später.

### 2017–2023
Am 14. Juni 2017 erklärte Anthony Padilla seinen Ausstieg aus Smosh und veröffentlichte auf seinem eigenen Kanal eine persönliche Stellungnahme diesbezüglich. Padilla bemängelt auch, wie Defy Media mit der Marke Smosh umgegangen ist und ihre Mitarbeiter ungerecht behandelt hat.
Am 6. November 2018 kündigte Defy Media abrupt an, dass sie die Produktion einstellen und alle Mitarbeiter entlassen würden. Hecox kündigte an, dass Smosh weiter bestehen würde und dass Pläne im Gange seien, Smosh ein neues Zuhause zu geben. Am 12. November 2018 veröffentlichte die Smosh-Besetzung ein Video, um zu verkünden, dass sie in der Zwischenzeit weiterhin auf ihren privaten Youtube-Kanälen die Videos veröffentlichen würden.
Am 22. Februar 2019 erwarb Mythical Entertainment, das Produktionsunternehmen von Rhett und Link, Smosh. Dies führte zu Veränderungen in den Smosh-Besetzungen und -Teams, wobei einige ehemalige Mitglieder zurückkehrten, während andere gingen. Smosh arbeitet derzeit im Büro von Mythical Entertainment in Los Angeles.

### Seit 2023
Am 20. Juni 2023 wurde bekanntgegeben, dass Anthony Padilla zu Smosh zurückgekehrt ist und er und Hecox beschlossen haben, von Mythical Entertainment eine Mehrheitsbeteiligung an Smosh zurückzuerwerben, um wieder als eigenständiger Kanal zu agieren. Es wurde angekündigt, dass der Hauptkanal von Smosh wieder stärker auf Sketche ausgerichtet sein wird und sich von den improvisationsbasierten Inhalten der vorherigen Jahre distanzieren wird. Die ungeskripteten Kanäle Smosh Pit und Smosh Games würden jedoch unverändert bleiben.

## Aktuelle Cast-Mitglieder bei Smosh
- Ian Hecox (seit 2005)
- Anthony Padilla (2005–2017, seit 2023)
- Keith Leak Jr. (seit 2015)
- Noah Grossman (seit 2015)
- Courtney Miller (seit 2015)
- Olivia Sui  (seit 2015)
- Shayne Topp (seit 2015)
- Damien Haas (seit 2017)
- Amanda Lehan-Canto (seit 2020)
- Angela Giarratana (seit 2022)
- Arasha Lalani (seit 2022)
- Chanse McCrary (seit 2022)
- Trevor Evarts (seit 2024)

## Diskographie

### Studioalben
| Titel                                | Albumdetails                                                     | Chartplatzierungen | Chartplatzierungen |
| Titel                                | Albumdetails                                                     | US Comedy          | US Heat.           |
| ------------------------------------ | ---------------------------------------------------------------- | ------------------ | ------------------ |
| Sexy Album                           | - Erstveröffentlichung: 15. Dezember 2010 - Format: Download     | 11                 | —                  |
| If Music Were Real                   | - Erstveröffentlichung: 11. November 2011 - Format: CD, Download | 5                  | 26                 |
| Smoshtastic                          | - Erstveröffentlichung: 3. Dezember 2012 - Format: Download      | 3                  | 27                 |
| The Sweet Sound of Smosh             | - Erstveröffentlichung: 30. November 2013 - Format: Download     | 4                  | 33                 |
| „—“ nicht in die Charts eingestiegen |                                                                  |                    |                    |

## Auszeichnungen
| Jahr | Auszeichnung             | Kategorie                                   | Nominierter                      | Ergebnis  | Ref.          |
| ---- | ------------------------ | ------------------------------------------- | -------------------------------- | --------- | ------------- |
| 2006 | 2006 YouTube Awards      | Comedy                                      | Smosh Short 2: Stranded          | Gewonnen  | [ 22 ] [ 23 ] |
| 2009 | 2009 Webby Awards        | Experimental & Weird                        | Sex Ed Rocks                     | Nominiert |               |
| 2010 | 2010 Webby Awards        | Viral                                       | If Movies Were Real              | Nominiert |               |
| 2013 | 3rd Streamy Awards       | Beste Comedy-Serie                          | Smosh                            | Nominiert | [ 24 ]        |
| 2013 | 3rd Streamy Awards       | Audience Choice for Personality of the Year | Smosh                            | Nominiert | [ 24 ]        |
| 2013 | 3rd Streamy Awards       | Beste Animierte Serie                       | Oishi High School Battle         | Nominiert | [ 24 ]        |
| 2013 | 2013 Webby Awards        | Branded Entertainment Short Form            | Ultimate Assassin’s Creed 3 Song | Nominiert |               |
| 2013 | 2013 Social Star Awards  | Beliebteste Social Show                     | Smosh                            | Nominiert | [ 25 ]        |
| 2013 | 2013 Social Star Awards  | United States Social Media Star             | Smosh                            | Gewonnen  |               |
| 2014 | 4th Streamy Awards       | Bester Comedy Kanal, Show, oder Serie       | Smosh                            | Nominiert | [ 26 ]        |
| 2014 | 4th Streamy Awards       | Bester Gaming-Kanal, Show, oder Serie       | Smosh Games                      | Gewonnen  | [ 26 ]        |
| 2015 | 7th Annual Shorty Awards | YouTube-Star des Jahres präsentiert von A&E | Smosh                            | Gewonnen  | [ 27 ]        |
| 2015 | 5th Streamy Awards       | Show des Jahres                             | Smosh                            | Nominiert | [ 28 ]        |
| 2015 | 5th Streamy Awards       | Bester Gaming-Kanal, Show, oder Serie       | Smosh Games                      | Nominiert | [ 28 ]        |